# Jasná
Jasná je místní část obce Demänovská Dolina, turisticko-sportovní centrum zimní i letní rekreace. Nachází se v geomorfologickém celku Nízké Tatry, v chráněném území Národního parku Nízké Tatry, v závěru Demänovské doliny.
Lyžařské středisko Jasná je největší lyžařské středisko na Slovensku. Nachází po obou stranách Chopku (2024 m n. m.) Nachází se zde 13 lanovek a 10 vleků. Celková délka sjezdovek je přibližně 49 km.

## Lanovky

### Dějiny
O stavbě lanovky na Chopok se začalo uvažovat po skončení 2. světové války. Naplánovaná byla dvojúseková trasa Kolečko - Luková - Chopok (délka 1 145 a 1 090 m). Šlo o dvousedačkovou lanovku s odpojitelným závěsem vyráběnou Transporou Chrudim v licenci VonRoll. Zvláštností bylo, že cestující seděli bokem ke směru jízdy. První úsek byl uveden do provozu v roce 1949, výstavba 2. úseku (na Chopok ) probíhala v letech 1952 - 1954, do provozu uvedena 29. srpna 1954 
Díky rozvoji zimních sportů na jižních svazích Nízkých Tater se zrodila unikátní myšlenka překlenout hřeben pomocí lanovky doplněním úseků Srdiečko - Kosodrevina a Kosodrevina- Chopok. 1. úsek byl dokončen společně s 2. úsekem severní větve v roce 1954, 2. úsek byl uveden do provozu 29. srpna 1957  . K zdržení došlo kvůli právním sporům Transporty Chrudim a firmy VonRoll kvůli (ze strany ČSSR pravděpodobně záměrnému) nedodržování licenčních podmínek.
Kromě lanovky Koliesko - Luková -Chopok-Kosodrevina-Srdiečko bylo ve středisku (na severní straně) postaveno několik dalších lanovek. Jejich seznam je uveden níže.
V roce 1979 (v plném provozu od roku 1983 ) byla postavena lanovka Otupné - Brhliská, jediná kabinková lanovka ve středisku. Kabinky byly čtyřmístné, pro svůj tvar nazývané "vajíčko". Tato lanovka byla v roce 2009 nahrazena novou lanovkou s osmimístnými kabinkami. Trasa byla prodloužena z 1 588 na 1 960 m až ke hotelu Grand (do prostoru před obecním úřadem). Nová lanovka má přepravní kapacitu 2 400 os / h, což je dvojnásobek kapacity předchozí lanovky. Hlavním důvodem bylo zvýšení bezpečnosti, přepravní kapacity a pohodlí lyžařů - údolní stanice lanovky je blízko jednoho z hlavních parkovišť.
Všechny čtyři úseky lanovky VonRoll byly v polovině 90. let zastaralé a jejich provoz byl mezi lety 1994 až 1998 postupně ukončen. 1. úsek jižní větve (Srdiečko - Kosodrevina) byl v roce 1994 nahrazen čtyřsedačkovou lanovkou. Podobně v roce 1997, po vyřazení severní větve lanovky (Koliesko - Luková - Chopok), byl 1. úsek na severní straně nahrazen čtyřsedačkovou lanovkou. Po vyřazení 2. úseku na jižní větvi v roce 1998 byl vrchol až do roku 2007 dostupný lyžařským vlekem pouze z jižní strany. V roce 2007 byl lyžařský vlek postaven i ze severní strany, čímž se vytvořilo provizorní propojení obou lyžařkých středisek. Tento stav trval až do roku 2012, kdy byl 1. prosince na severní straně v oblasti Priehyba uveden do provozu nový turniket. 20. prosince byla přidána nová lanovka z jižní strany, čímž bylo po 15 letech obnoveno spojení obou stran Chopku lanovkami.

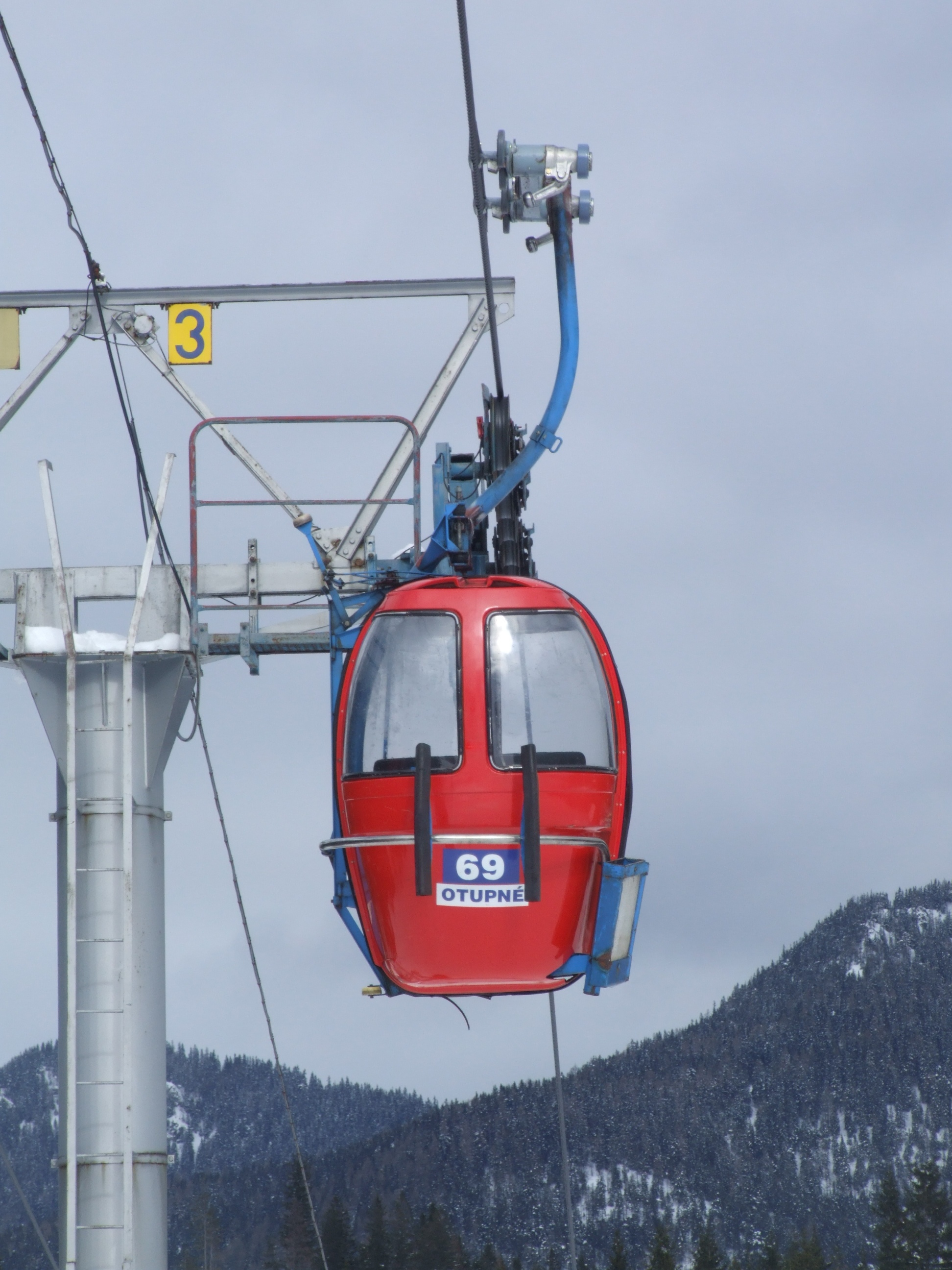
Kabinka "vajíčko" zrušené lanovky Otupné - Brhliská

### Stanice na severní straně
Lúčky (943 m. )
- nejníže položená stanice
- údolní stanice šestisedačkové lanovky na vyhlídku

#### Zahrádky (1028 m. )
- údolní stanice šestisedačky na Rovnú hoľu
- údolní stanice šestisedačky na Priehyb

#### Priehyba (1342 m. )
- vrcholová stanice lanovky ze Záhradiek
- údolní stanice kabinkové lanovky na Chopok
- (od zimní sezóny 2022/2023) je mezistanicí 15místné kabinkové lanovky z Bielej Púte přes Priehyb až na Chopok

#### Rovná hoľa (1491 m. )
- vrcholová stanice lanovky ze Záhradiek
- údolní stanice 2-sedačkové lanovky na Chopok úbočí (Konský grúň)

#### Chopok úbočí (Koňský grúň) (1843 m. )
- vrcholová stanice lanovky z Rovnej hole

#### Biela púť (1117 m. )
- údolní stanice lanovky do Jasné (Kolečko)
- vodní rezervoár pro potřeby zasněžování
- (od zimní sezóny 2022/2023) je údolní stanicí 15místní kabinkové lanovky na Priehyb

#### Jasná (Koliesko) (1226 m. )
- údolní stanice lanovky Koliesko- Luková
- vrcholová stanice lanovky Biela Púť-Koliesko
- údolní stanice lanovky Twinliner (Beruška) na Priehyb

#### Luková (1670 m. )

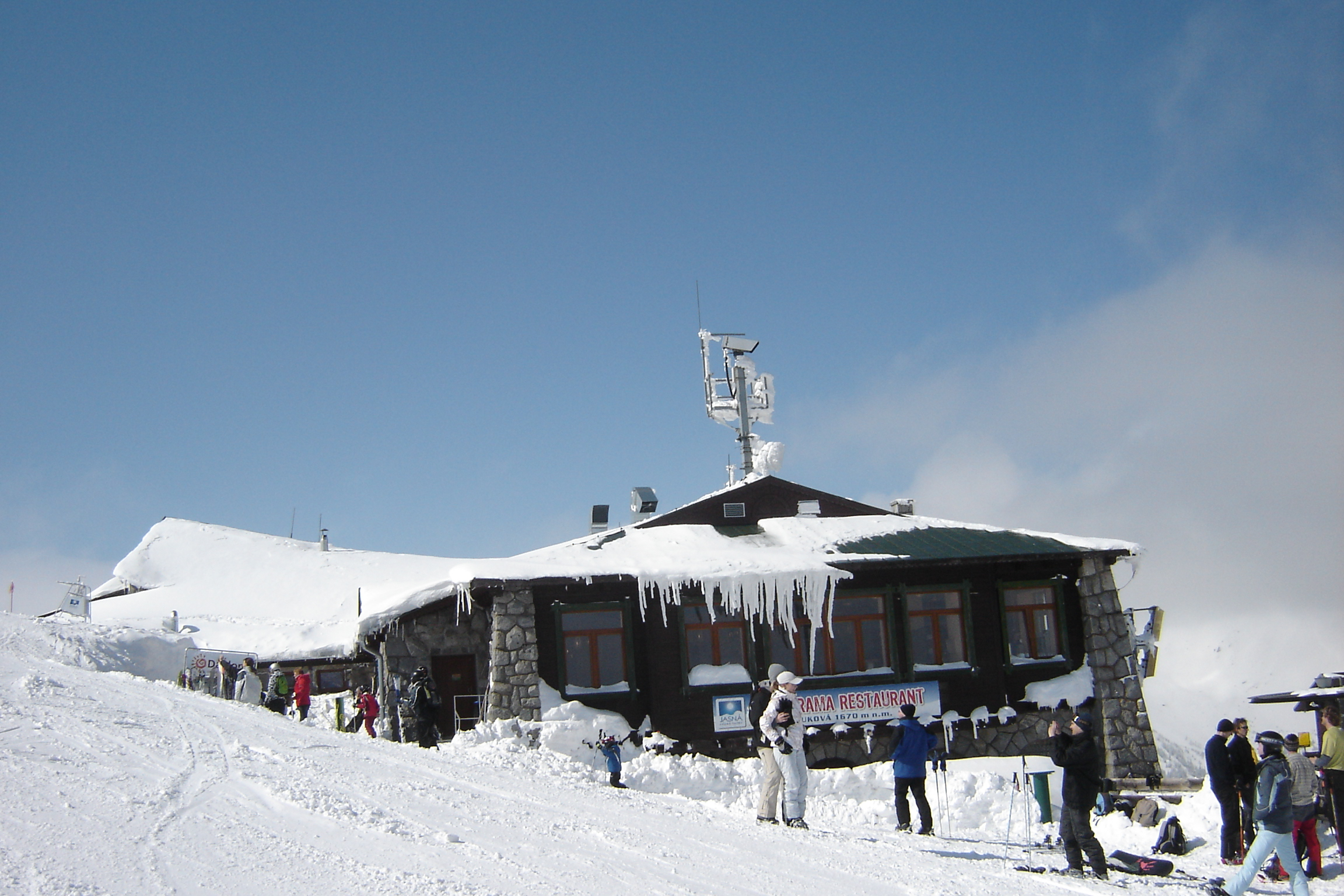
Budova mezistanice Luková, dnes restaurace

- vrcholová stanice lanovek z Jasné (Koliesko) a Otupného
- údolní stanice dnes již zrušené lanovky na Chopok

Budova na Lukovej sloužila jako vrcholová stanice 1. a zároveň údolní stanice 2. úseku lanovky Jasná Chopok. Při rekonstrukci 1. úseku byla odstraněna část budovy a nahrazena vrcholovou stanicí nové lanovky (dřevěná plošina v popředí fotografie). Údolní stanice 2. úseku byla několik let nato (po ukončení provozu 2. úseku) přebudována na restauraci, přičemž technické vybavení lanovky bylo ponecháno jako muzeum.

#### Chopok (stanice Rotunda 2004 m. )
- nejvyšší provozována stanice
- vrcholová stanice lanovek z Kosodreviny a z Priehyby

#### Otupné (1141 m. ) (Grand stanice pod Otupným 1111 m. )
- údolní stanice sedačkové lanovky na Lukovú
- údolní stanice vleku na Zrkadlo
- do roku 2009 údolní stanice kabinkové (Gondolová) lanovky na Brhliská; lanovka byla demontována a nahrazena novou, s trasou prodlouženou až k hotelu Grand

#### Brhliská (1423 m. )
- vrcholová stanice kabinkové lanovky od hotelu Grand
- údolní stanice vleku na Derešský kotol

Vyhlídka (1287 m. )
- vrcholová stanice 6-sedačkové lanovky
- křižovatka sjezdovek Turistická a FIS Rovná hoľa-Záhradky

Zrkadlo (1302 m. )
- vrcholová stanice vleku z Otupného

křižovatka sjezdovek Mistrovská, Spravedlivá a Otupné
Pěkná vyhlídka (1590 m. )
- bývalá vrcholová stanice vleku (v roce 2016/2017 byla zrušena z provozu)
- údolní stanice byla na křižovatce sjezdovek Turistické, FIS Rovná hoľa-Záhradky a Májová Rovná hoľa-průhyb
- údolní stanice byla pod Rovnou hoľou

### Stanice na jižní straně

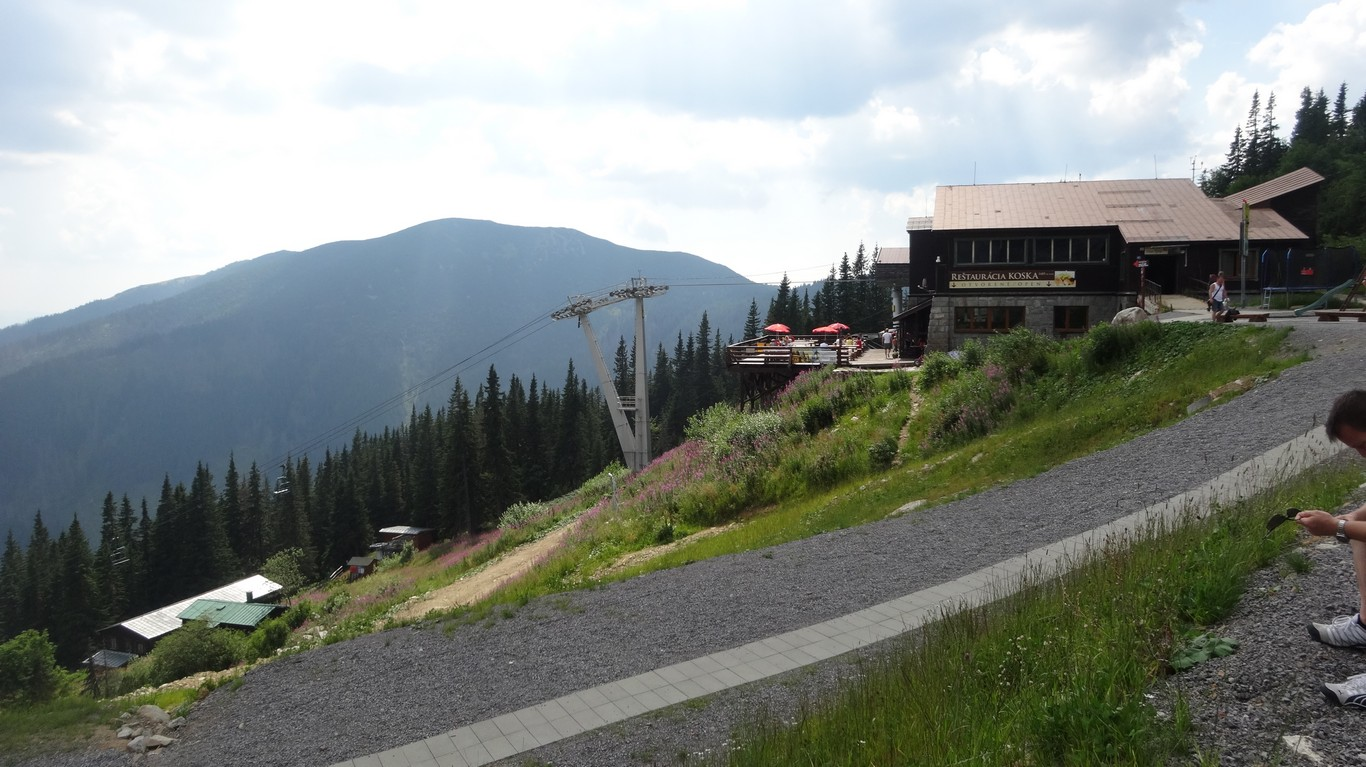
Kosodrevina - vrcholová stanice sedačky

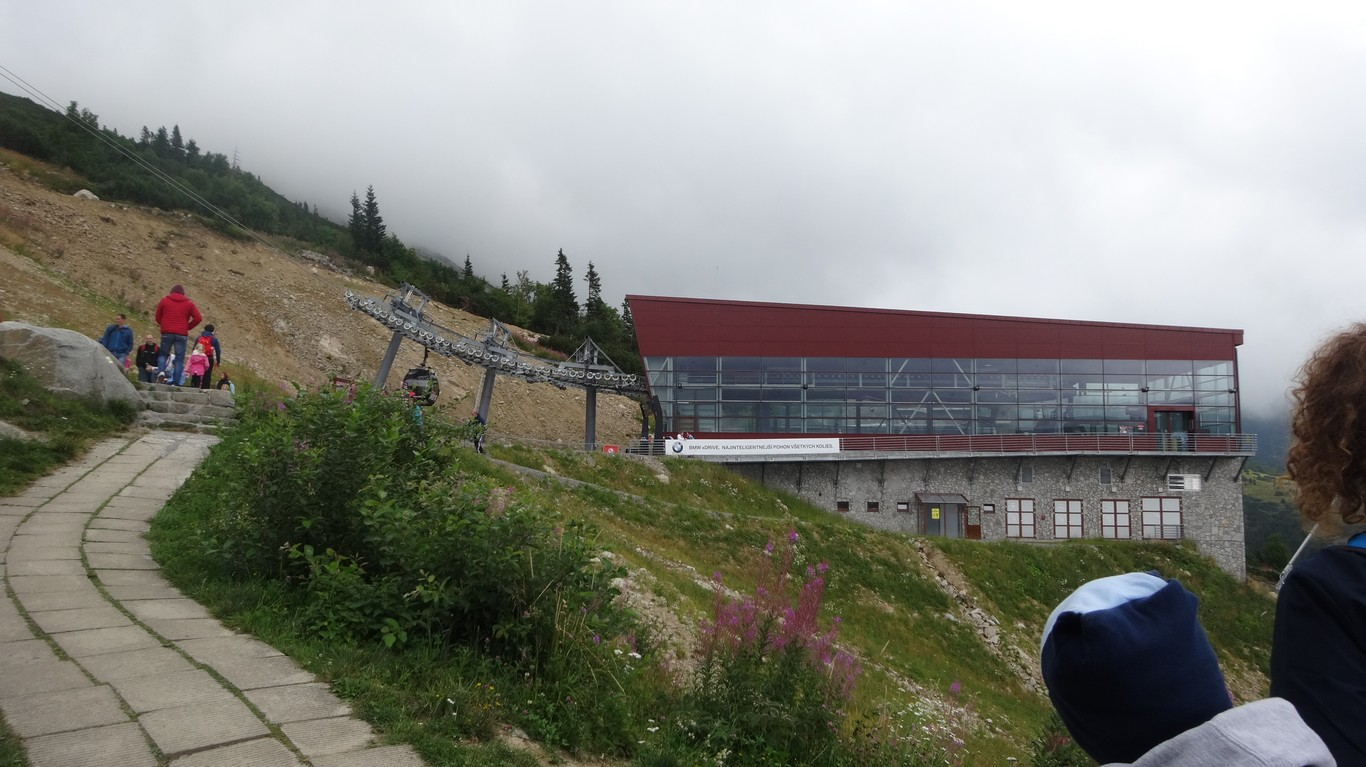
Kosodrevina - dolní stanice lanovky

#### Srdiečko (1213 m. )
- údolní stanice lanovky na Kosodrevinu
- vcholová stanice vleků z Krupovej

#### Kosodrevina (1488 m. )
- vrcholová stanice lanovky ze Srdiečka
- mezi stanice lanovky na Chopok a z Krupovej

Krupová (1084 m. )
- nejníže položená stanice na jižní straně
- údolní stanice vleků na Srdiečko

údolní stanice kabinové lanovky na Kosodrevinu
Zadné Dereše (1500 m. )
- údolní stanice vleku na Dereše

Predné Dereše (1646 m. )
- nachází se na sjezdovce Panorama Chopok-Predné Dereše, odtud následuje sjezdovka Predné Dereše-Kosodrevina
- nachází se tam i freeride zone

Dereše (2003 m. )
- druhá nejvýše položená stanice
- nachází se na hranici Chopok-sever a Chopok-jih
- z jižní strany je vrcholová stanice vleku ze Zadné dereše
- ze severní strany se nevyskytuje stanice, neboť je riziko laviny kvůli velmi strmému svahu
- vrcholová stanice vleku (Derešský kotol) ze severu se nachází pod Derešmi

### Přehled
sever
| lanovka                | Typ                                    | Délka   | převýšení | Vrcholová stanice | kapacita          |
| ---------------------- | -------------------------------------- | ------- | --------- | ----------------- | ----------------- |
| Zahrádky-Rovná Hoľa    | 6-sedačková lanovka                    | 1 720 m | 463 m     | 1491 m n. m.      | 2 700 osob / hod. |
| Zahrádky-Priehyba      | 6-sedačková lanovka                    | 1 285 m | 341 m     | 1380 m n. m.      | 2 400 osob / hod. |
| Lúčky-Vyhlídka         | 6-sedačková lanovka                    | 1 879 m | 344 m     | 1287 m n. m.      | 2 460 osob / hod. |
| Rovná Hoľa-Koňský Grúň | 2-sedačková lanovka                    | 1 036 m | 352 m     | 1843 m n. m.      | 900 osob / hod.   |
| Biel puť-Koliesko      | 4-sedačková lanovka                    | 816 m   | 101 m     | 1218 m n. m.      | 1 800 osob / hod. |
| Koliesko-Luková        | 4-sedačková lanovka                    | 1 251 m | 544 m     | 1670 m n. m.      | 1 800 osob / hod. |
| Otupné-Luková          | 4-sedačková lanovka                    | 1 725 m | 514 m     | 1670 m n. m.      | 1 200 osob / hod. |
| Grand-Brhliská         | 8místná kabinková lanovka              | 1 960 m | 312 m     | 1424 m n. m.      | 2 400 osob / hod. |
| Priehyby-Chopok        | 24místná kabinková lanovka - Funitel   | 2 130 m | 655 m     | 2 004 m n. m.     | 2 480 osob / hod. |
| Koliesko-Priehyba      | 80místná kabinková lanovka (Twinliner) | 360 m   | 124 m     | 1349 m n. m.      | 324 osob / hod.   |

zrušené lanovky
| lanovka             | Typ                 | Délka   | převýšení | Vrcholová stanice | kapacita          | provoz      |
| ------------------- | ------------------- | ------- | --------- | ----------------- | ----------------- | ----------- |
| Otupné-Luková       | 2-sedačková lanovka | 1 721 m | 514 m     | 1 670 m n. m.     | 900 osob / hod.   | 1989 - 1996 |
| Koliesko-Luková     | 2-sedačková lanovka | 1 135 m | 430 m     | 1670 m n. m.      | 600 osob / hod.   | 1949 - 1997 |
| Luková-Chopok       | 2-sedačková lanovka | 1 113 m | 335 m     | 2004 m n. m.      | 220 osob / hod.   | 1954 - 1997 |
| Zahrádky-Rovná hoľa | 2-sedačková lanovka | 1 660 m | 450 m     | 1 477 m n. m.     | 900 osob / hod.   | 1974 - 2003 |
| Otupné-Brhliská     | kabinková lanovka   | 1 602 m | 282 m     | 1423 m n. m.      | 1 200 osob / hod. | 1983 - 2009 |

jih
| lanovka             | Typ                        | Délka   | převýšení | Vrcholová stanice | kapacita          |
| ------------------- | -------------------------- | ------- | --------- | ----------------- | ----------------- |
| Srdíčko-Kosodrevina | 4sedačková lanovka         | 1 008 m | 281 m     | 1494 m n. m.      | 1 200 osob / hod. |
| Kosodrevina-Chopok  | 10místná kabinková lanovka | 1 433 m | 516 m     | 2004 m n. m.      | 2 800 osob / hod. |
| Krupová-Kosodrevina | 10místná kabinková lanovka | 1 212 m | 404 m     | 1 488 m n. m.     | 2 800 osob / hod. |

zrušené lanovky
| lanovka             | Typ                 | Délka   | převýšení | Vrcholová stanice | kapacita        | provoz      |
| ------------------- | ------------------- | ------- | --------- | ----------------- | --------------- | ----------- |
| Srdíčko-Kosodrevina | 2-sedačková lanovka | 1 056 m | 281 m     | 1 485 m n. m.     | 300 osob / hod. | 1954 - 1994 |
| Kosodrevina-Chopok  | 2-sedačková lanovka | 1 448 m | 519 m     | 2004 m n. m.      | 300 osob / hod. | 1957 - 1998 |

### Další rozvoj
V zimní sezóně 2018/2019 byla spuštěna nová 10místná kabinková lanovka z lokality Biela Puť 1 117 m) až na Priehyb 1 342 m).
V zimní sezóně 2019/2020 bylo plánováno zprovoznit kabinovou lanovku z lokality Krupová 1 080 m) až na Dereše 2 003 m), kde měla být vybudována restaurace s vyhlídkou na Liptovskou kotlinu. Nahrazen tak měl být starý vlek z lokality Zadní Dereše 1 500 m) až na Dereše 2 003 m).

## Vleky

### Přehled
sever
| zrušené vleky        | Délka   | převýšení | Vrcholová stanice | kapacita        |
| -------------------- | ------- | --------- | ----------------- | --------------- |
| Vyhlídka-Koňský Grúň | 908 m   | 295 m     | 1590 m n. m.      | 800 osob / hod. |
| zahrádky             | 750 m   | 198 m     | 1236 m n. m.      | 900 osob / hod. |
| Zahrádky-Priehyba    | 1 498 m | 317 m     | 1342 m n. m.      | 800 osob / hod. |
| Lúčky                | 296 m   | 40 m      | 900 m n. m.       | 500 osob / hod. |
| Biela Puť            | 727 m   | 94 m      | 1226 m n. m.      | 800 osob / hod. |
| Otupné               | 405 m   | 69 m      | 1210 m n. m.      | 500 osob / hod. |
| Otupné-dětský vlek   | 50 m    | 2 m       | 1143 m n. m.      | 250 osob / hod. |

| vleky            | Délka   | převýšení | Vrcholová stanice | kapacita        |
| ---------------- | ------- | --------- | ----------------- | --------------- |
| Jasná - Luková   | 684 m.  | 291 m.    | 1531 m n. m.      | 840 osob / hod. |
| Otupné - Zrcadlo | 613 m.  | 132 m.    | 1302 m n. m.      | 830 osob / hod. |
| Dereše           | 1100 m. | 232 m.    | 1655 m n. m.      | 900 osob / hod. |
| Brhliská         | 324 m.  | 28 m.     | 1415 m n. m.      | 400 osob / hod. |

jih
| vlek                 | Délka   | převýšení | Vrcholová stanice | kapacita        |
| -------------------- | ------- | --------- | ----------------- | --------------- |
| Kosodrevina          | 989 m   | 413 m     | 1864 m n. m.      | 725 osob / hod. |
| přední Dereše        | 907 m   | 354 m     | 2000 m n. m.      | 900 osob / hod. |
| Chopok-jih           | 501 m   | 159 m     | 2003 m n. m.      | 220 osob / hod. |
| zadní Dereše         | 1 600 m | 400 m     | 1900 m n. m.      | 900 osob / hod. |
| Krupová I            | 472 m   | 125 m     | 1213 m n. m.      | 750 osob / hod. |
| Krupová II           | 490 m   | 169 m     | 1213 m n. m.      | 525 osob / hod. |
| Kosodrevina-Lúčka    | 450 m   | 103 m     | 1257 m n. m.      | 600 osob / hod. |
| Dětský vlek MAXIland | 40 m    |           |                   |                 |

## Galerie

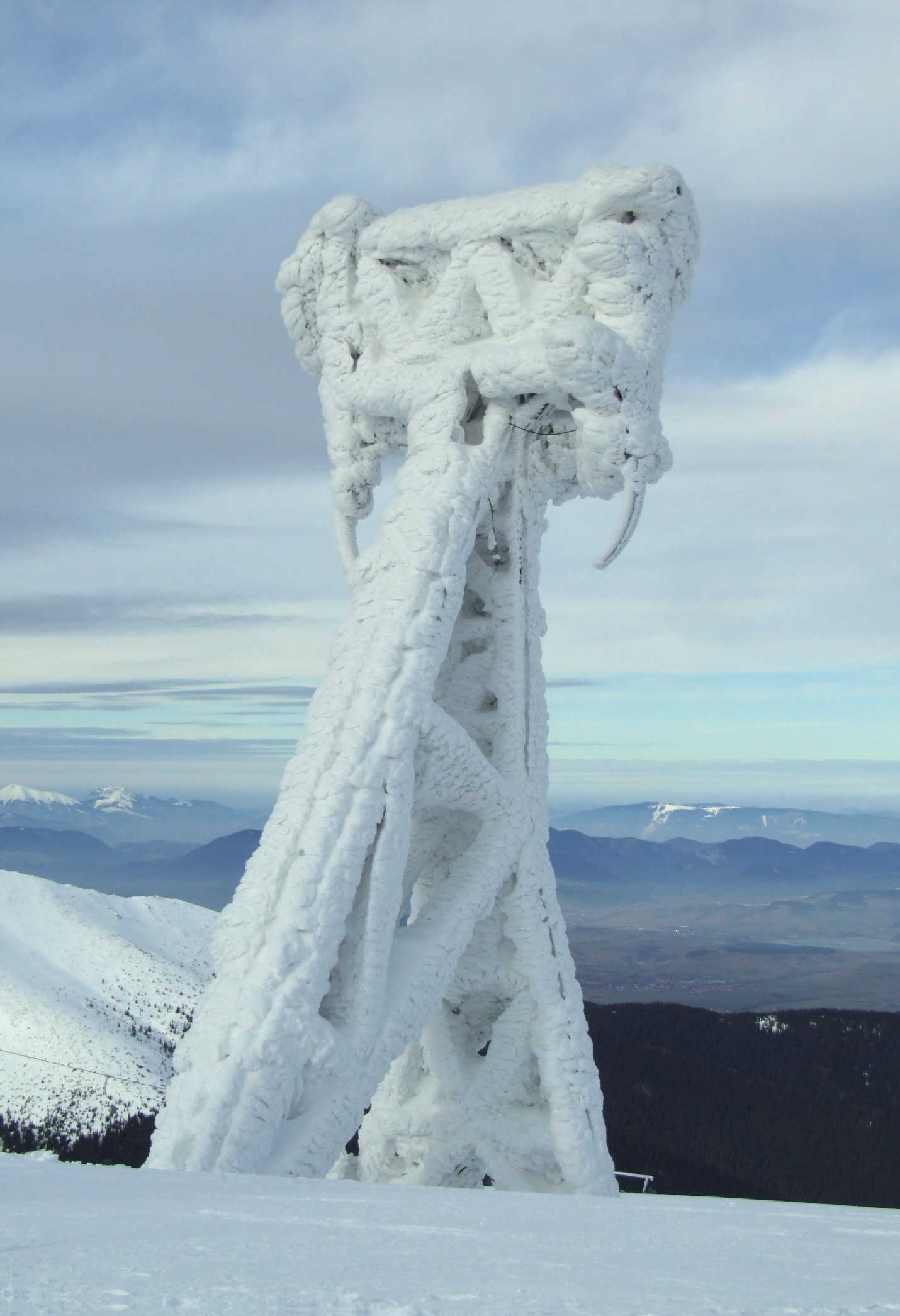
Podpěra původní lanovky na Chopok
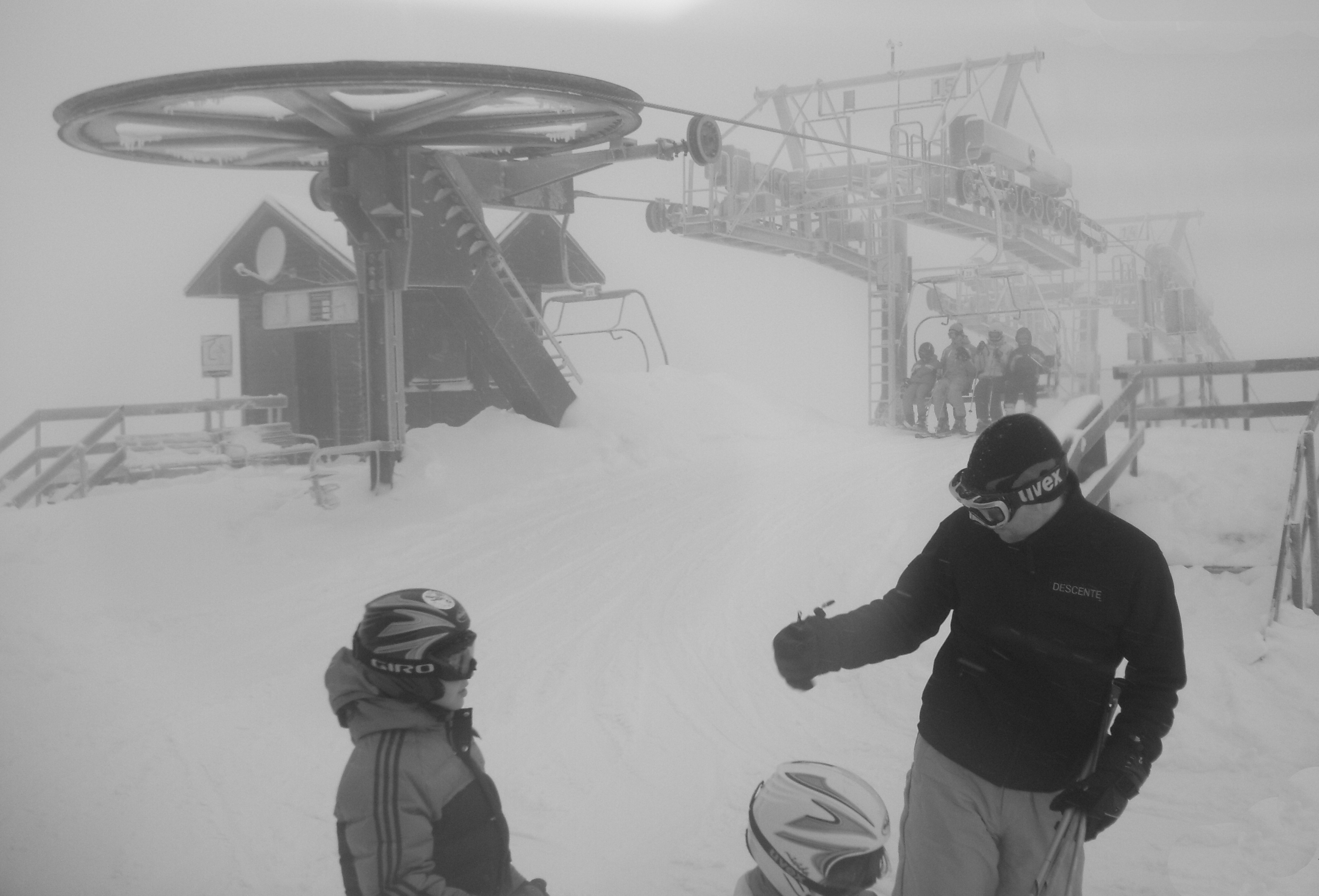
Stanice Luková . Vrcholová stanice současné lanovky Kolečko - Luková
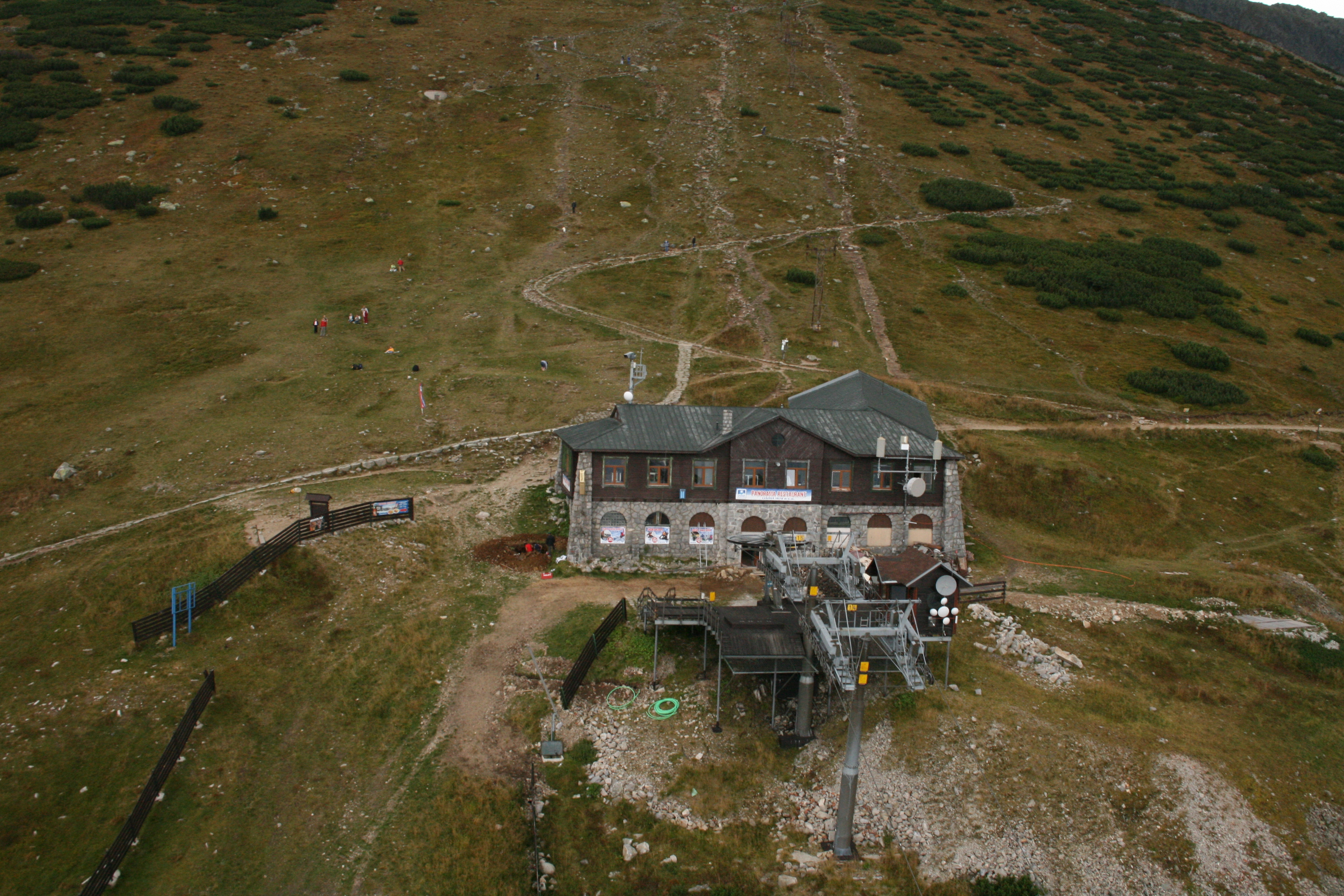
Stanice Luková v létě
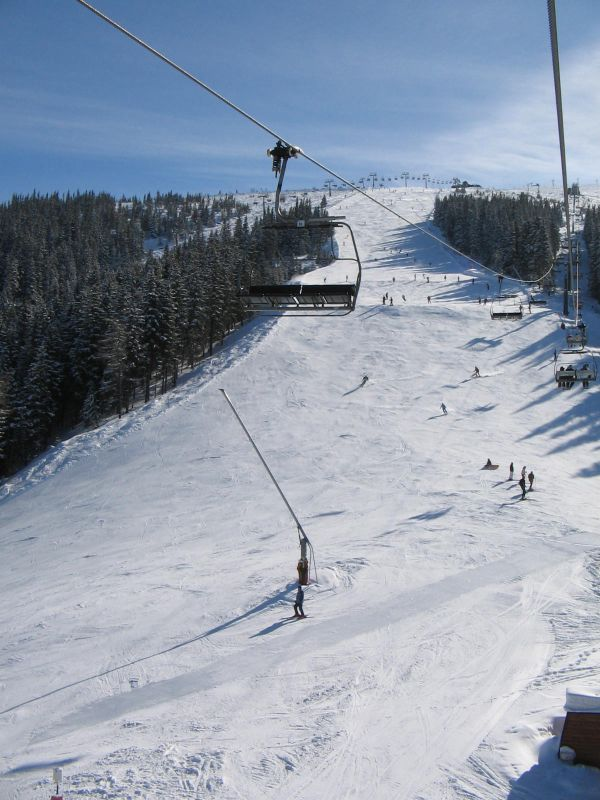
Pohled z lanovky Otupné- Luková . Na horizontu lanovka Kolečko - Luková
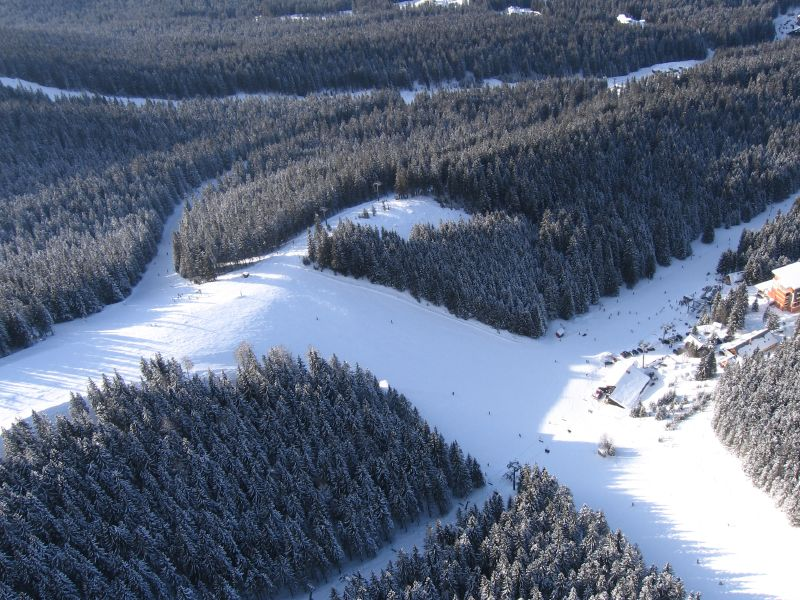
kolečko